# Emily Gernild
Emily Gernild (født 1985) er en dansk maler og kunstner med base i København, Danmark.

## Liv og arbejde
Gernild blev født 1985 i Odense, Danmark. Fra 2010 til 2016 studerede hun på Fyns Kunstakademi og Kunstakademie Düsseldorf, hvor hun blev undervist af de danske kunstnere Tal R og Jens Haaning.  Hendes malerier er en del af de permanente samlinger hos Statens Kunstfond, Trapholt Museum for Moderne Kunst, Kastrupgårdsamlingen og The Canica Art Collection.   
Gernilds abstrakte malerier indeholder ofte kompositioner af klassiske stillebenmotiver. Hverdagsobjekter som grøntsager, frugter, blomster, planter, frø, kander og flasker er tilbagevendende motiver.  Hun maler på store lærreder med kaninhudslim, olie, akvarel, gesso og akryl.
Hendes malerier har ofte referencer til hollandske stillebenmalerier fra det 16. århundrede, Edvard Munchs symbolisme, surrealistiske drømmeagtige scener og kvindelige nordiske malere som Hilma af Klint. Hendes soloudstilling 'Upåvirket - Emily Gernild & Christine Swane' på Rønnebæksholm Museum præsenterede Gernilds nutidige malerier i dialog med Christine Swanes kunstneriske arbejde og hendes tilknytning til de fynske malere.  Et udvalg af hendes litografier blev vist med værker af CoBrA -kunstneren Corneille, den kinesisk-amerikanske kunstner Walasse Ting og den amerikanske kunstner John Chamberlain i udstillingen 'Colour as the driving force' i 2021.
I 2023 åbnede hendes soloudstilling 'Far har dukker med' på Gammel Holtegaard, som var kurateret af kunstnerisk leder Mai Dengsøe.  Udstillingen tog udgangspunkt i hendes egen familiehistorie og undersøgte konsekvenserne af det hvide snit.  
Hun har haft soloudstillinger på Schwarz Contemporary i Berlin, M100 Exhibition Space i Odense, Galleri Bo Bjerggaard i København og OSL Contemporary i Oslo.    Gernilds malerier har indgået i gruppeudstillinger på Arken Museum for Moderne Kunst, Trapholt Museum for Moderne Kunst, Gammel Holtegaard, Rundetaarn, Kastrupgårdsamlingen, Janus Vestjyllands Kunstmuseum og Gammelgaard Kunst & Kulturmuseum.      
Gernild har lavet offentlige kunstkommissioner for Holbæk Art (2020), Undervisningsministeriet (2019) og Sø- og Handelsretten i Danmark (2012). Hun modtog hæderslegatet fra Niels Wessel Bagge Kunstfond i 2021 og blev udvalgt til at skabe statuen Årets Harald af Royal Copenhagen og Københavns Universitet i 2018. 

## Publikationer
- Vibeke Kelding Hansen og Lisbeth Bonde (2019). Upåagtet - Emily Gernild & Christine Swane; Rønnebæksholm Museum. ISBN 9788799992850
- Milena Høgsberg og Grant Klarich Johnson (juni 2021). Emily Gernild: Black Lemons. Kerber Verlag. ISBN 978-3-7356-0772-0 ISBN 978-3-7356-0772-0
- Anna Walter Ed. (2022), Kassandras søstre – fremtidens malere hæver forbandelsen (på dansk). Danmark, Rundetaarn. ISBN 978-87-998290-1-9 ISBN 978-87-998290-1-9